# 2007年音乐
2007年的第一天從星期一開始。

## 音樂大事紀
- 《超級星光大道》於1月12日開播，為詹仁雄、王偉忠製作，中國電視公司監製的台灣電視選秀節目。
- 《第7屆音樂風雲榜》於4月8日舉行頒獎典禮。
- 《第18屆金曲獎》首度將「傳統暨藝術音樂類」與「流行音樂類」分開頒獎，前者於6月2日舉行頒獎典禮，後者則於6月16日舉行。

逝世音樂人
- 2月23日——馬兆駿，47歲，台灣知名創作歌手、唱片製作人及廣播主持人
- 5月27日——ZARD坂井泉水，40歲，日本歌手。
- 9月6日——帕華洛帝，71歲，義大利歌唱家、世界三大男高音之一。
- 7月2日——贝弗利·希尔斯，78歲，美国歌唱家、抒情花腔女高音，90年代世界十大女高音之一。

## 音樂相關出版品

### 音樂軟件
- 角色主唱系列
  - 8月31日：初音未來
  - 12月27日：鏡音鈴、連

### 書籍及樂譜
卓著出版社
- 1月20日：最新排行91，流行豆芽譜37，流行伴奏譜20，小豆芽流行鋼琴精選9，流行豆芽譜精選2005-2006
- 3月20日：最新排行92，流行豆芽譜38，流行伴奏譜21，小豆芽流行鋼琴精選10，電視偶像劇【轉角﹡遇到愛】鋼琴譜
- 5月15日：最新排行93，流行豆芽譜39，流行伴奏譜22，小豆芽流行鋼琴精選11
- 6月28日：最新排行94，流行豆芽譜40，流行伴奏譜23，小豆芽流行鋼琴精選12，流行直笛譜2，卓著出版品 總目錄（2），小蜜蜂幻想曲，陶器小子
- 8月28日：最新排行95，流行豆芽譜41，流行伴奏譜24，小豆芽流行鋼琴精選13，扣人心弦2

典絃音樂文化出版社
- 8月25日：新琴點撥革新一版

麥書國際文化事業有限公司
- 8月29日：iTouch就是愛彈琴8

樂匠音樂出版社
- 8月29日：流行精選56

## 重要獎項

### 音樂風雲榜（第7屆）
- 終生成就大獎：劉家昌
- 最佳錄影帶獎：（不分港台內地）王力宏《花田錯》
- 最佳影視歌曲：（不分港台內地）周杰倫《菊花台》
- 最佳流行樂團及組合：（不分港台內地）羽泉

#### 內地部分
- 風雲大獎：張靚穎
- 最佳男歌手：胡彥斌
- 最佳女歌手：金海心
- 最受歡迎男歌手：俞思遠
- 最受歡迎女歌手：李宇春
- 最佳專輯：羽泉《朋友難當》
- 最佳新人：張靚穎
- 最佳唱作人：羽泉
- 最佳歌曲：水木年華《完美世界》
- 最佳編曲：呂聖斐（金莎《不可思議》）
- 最佳作詞：陳少琪（周筆暢《號碼》）
- 最佳作曲：王凡瑞（王凡瑞《青春》）
- 最佳製作人：郭亮、羽泉（羽泉《朋友難當》）

#### 港台部分
- 最佳女歌手：梁靜茹
- 最佳男歌手：周杰倫
- 最受歡迎女歌手：S.H.E
- 最受歡迎男歌手：周杰倫
- 最佳專輯：周杰倫《依然范特西》
- 最佳新人：曹格
- 最佳唱作人：周杰倫
- 最佳歌曲：周杰倫《千里之外》
- 最佳編曲獎：蔡政勛 陳伯庭（林宇中《工體北》）
- 最佳作詞獎：黃俊郎（周杰倫《夜的第七章》）
- 最佳作曲獎：游鴻明（游鴻明《詩人的眼淚》）
- 最佳製作人：阿弟仔、李偲菘、李偉菘 （蔡依林《舞孃》）

#### 粵語部分
- 最佳女歌手：王菀之《詩情畫意》
- 最佳男歌手：陳奕迅《What's Going On …？》
- 最佳專輯：黃耀明《若水》
- 最佳新人：泳兒《感應》

#### 搖滾部分
- 最佳搖滾歌手：竇唯《雨吁》
- 最佳搖滾專輯：新褲子樂隊《龍虎人丹》
- 最佳搖滾新人：AK47
- 最佳搖滾歌曲：麥田守望者《一意孤行》
- 最佳搖滾樂隊： 新褲子樂隊

### 金曲獎（第18屆）
- 演唱類最佳作曲人獎：吳青峰 《小情歌》
- 演唱類最佳編曲人獎：陳主惠 《造字的人》
- 最佳新人：黃健為《Over the Way》
- 演唱類最佳作詞人獎：鍾永豐 《種樹》（代領人：曾啟尚）
- 演唱類最佳客語歌手獎：林生祥 《種樹》
- 演唱類最佳客語專輯獎：林生祥 《種樹》
- 特別貢獻獎：張弘毅
- 文化傳播獎章：馬兆駿
- 演唱類最佳演唱組合獎：昊恩家家
- 演奏類最佳專輯獎：《送你冬日藍》 - 源動力文化發展事業有限公司
- 觀眾票選最受歡迎男（團體）歌手獎：羅志祥
- 演唱類最佳樂團獎：蘇打綠樂團
- 觀眾票選最受歡迎女（團體）歌手獎：蔡依林
- 演唱類最佳音樂錄影帶導演獎：馮德倫 《天下大同》
- 演唱類最佳單曲製作人獎：周杰倫 《霍元甲》
- 演奏類最佳專輯製作人獎：陳建年 《東清村3號》
- 演唱類最佳台語男歌手獎：施文彬 《真情味》
- 演唱類最佳台語女歌手獎：謝金燕 《嗆聲》
- 演唱類最佳台語專輯獎：《真的假的！？》 - 典選音樂事業股份有限公司
- 演唱類最佳原住民歌手獎：伊吉 《原住民歌謠》
- 演唱類最佳年度歌曲獎：《今天妳要嫁給我》 - 伊世代娛樂股份有限公司
- 演唱類最佳專輯製作人獎：陳惠婷、許哲毓、林前源、林揮斌、許哲珮 《我想你會變成這樣都是我害的》
- 演唱類最佳原住民專輯獎：《美麗心民謠》- 參拾柒度製作有限公司
- 演唱類最佳國語男歌手獎：李玖哲《Baby是我》
- 演唱類最佳國語女歌手獎：蔡依林《舞嬢》
- 演唱類最佳國語專輯獎：《Wake Up》- 滾石國際音樂股份有限公司

### 全球華語歌曲排行榜（第7屆）
- 最佳男歌手：陶喆。
- 最佳女歌手：容祖兒。
- 最受歡迎男歌手：陳奕迅。
- 最受歡迎女歌手：孫燕姿。
- 最受歡迎男歌手五強：陳奕迅、陶喆、周杰倫、張敬軒、羅志祥。
- 最受歡迎女歌手：孫燕姿。
- 最受歡迎女歌手五強：孫燕姿、容祖兒、李宇春、周筆暢、張靚穎。
- 最受歡迎樂團：五月天、F.I.R.。
- 最受歡迎組合：Twins、S.H.E、羽泉。
- 最受歡迎創作歌手／組合：張敬軒、側田、曹格、水木年華、王力宏。
- 最受歡迎新人：泳兒、衛詩、黃曉明、王嘯坤、海鳴威、黃雅莉。
- 最佳舞台演繹大獎：羅志祥、張靚穎。
- 年度全能藝人：黃曉明、周筆暢。
- 最佳作曲：「富士山下」Christopher Chak。
- 最佳作詞：「黛玉笑了」周燿煇。
- 最佳編曲：「Superman」曹格。
- 最佳製作人：陶喆。
- 最佳專輯：「太美麗」陶喆、「逆光」孫燕姿、「What’s going on…」陳奕迅。
- 地區傑出歌手獎：水木年華（北京）、胡彥斌（上海）、張敬軒（廣東）、衛蘭（香港）、羅志祥（台灣）、孫燕姿（新加坡）、曹格（馬來西亞）。
- 最受歡迎對唱歌曲：陶喆／蔡依林「今天妳要嫁給我」、東山少爺／徐詩瑜「劍合釵圓帝女花」、張震嶽／蔡健雅「思念是一種病」。
- 傳媒推薦大獎：羽泉、李宇春。
- 最受歡迎二十大金曲：F.I.R.「飛行部落」、李宇春「Happy Wake Up」、F.I.R.「我的果汁分你一半」、側田「情歌」、陶喆「忘不了」、陳奕迅「富士山下」、周筆暢「未來就是現在」、胡彥斌「訣別詩」、羅志祥「精舞門」、衛蘭「離家出走」、曹格「Superman」、周杰倫「菊花台」、孫燕姿「我懷念的」、張敬軒「騷靈情歌」、水木年華「借我一生」、容祖兒「小小、Twins「瓢零燕」、王力宏「落葉歸根」、張靜穎「我們說好的」、林俊傑「殺手」。